# Canal de Miribel
Le canal de Miribel est une dérivation du Rhône située au nord-est de l'agglomération lyonnaise, entre Jons et Niévroz à l'est et Villeurbanne à l'ouest. Il constitue la frontière aquatique nord du Grand parc de Miribel-Jonage, limité au sud par le canal de Jonage.
Le creusement du canal au milieu du XIXe siècle visait à la maîtrise du fleuve Rhône dans la zone correspondant à l'île de Miribel-Jonage ; ainsi le canal n'est pas utilisé (ou de manière très marginale) à la navigation.

## Géographie
Le Rhône se divise en deux à Jons et Niévroz, formant respectivement les canaux de Miribel et de Jonage, au niveau du barrage de Jons (situé sur le territoire de Niévroz), pour se reformer en un seul fleuve à la frontière entre Vaulx-en-Velin et Villeurbanne, après la traversée du Grand parc de Miribel-Jonage.

### Communes traversées
De l'origine vers l'embouchure :
- Jons et Niévroz ;
- Thil ;
- Beynost ;
- Saint-Maurice-de-Beynost ;
- Miribel ;
- Neyron ;

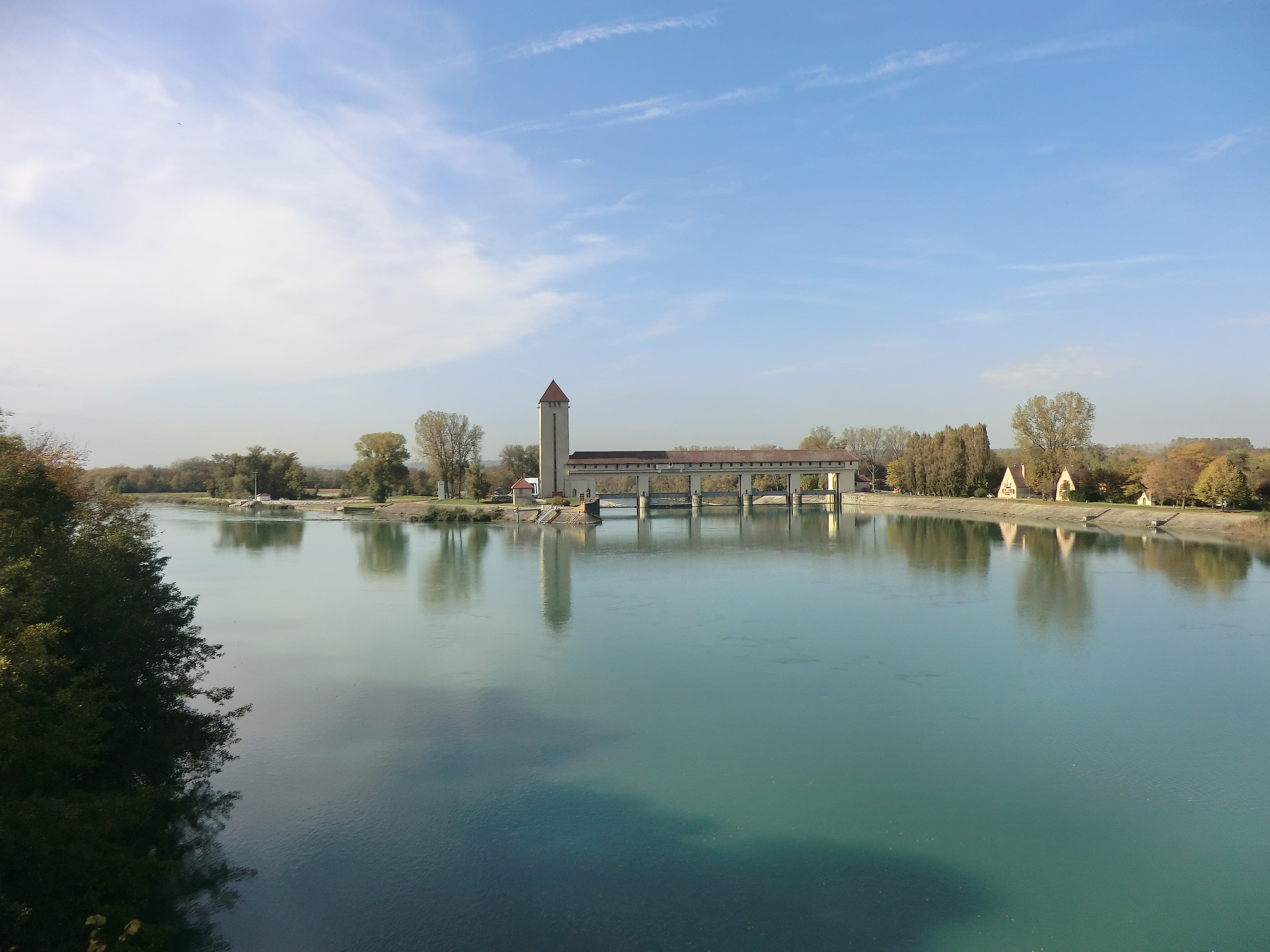
À droite, le barrage de Jons et le début du canal de Miribel ; à gauche, l'orée du canal de Jonage.

- Rillieux-la-Pape (sur le territoire de l'ancienne commune de Crépieux-la-Pape) ;
- Villeurbanne, où le canal rejoint le canal de Jonage qui est lui-même rejoint par le Vieux Rhône, peu avant.

## Histoire

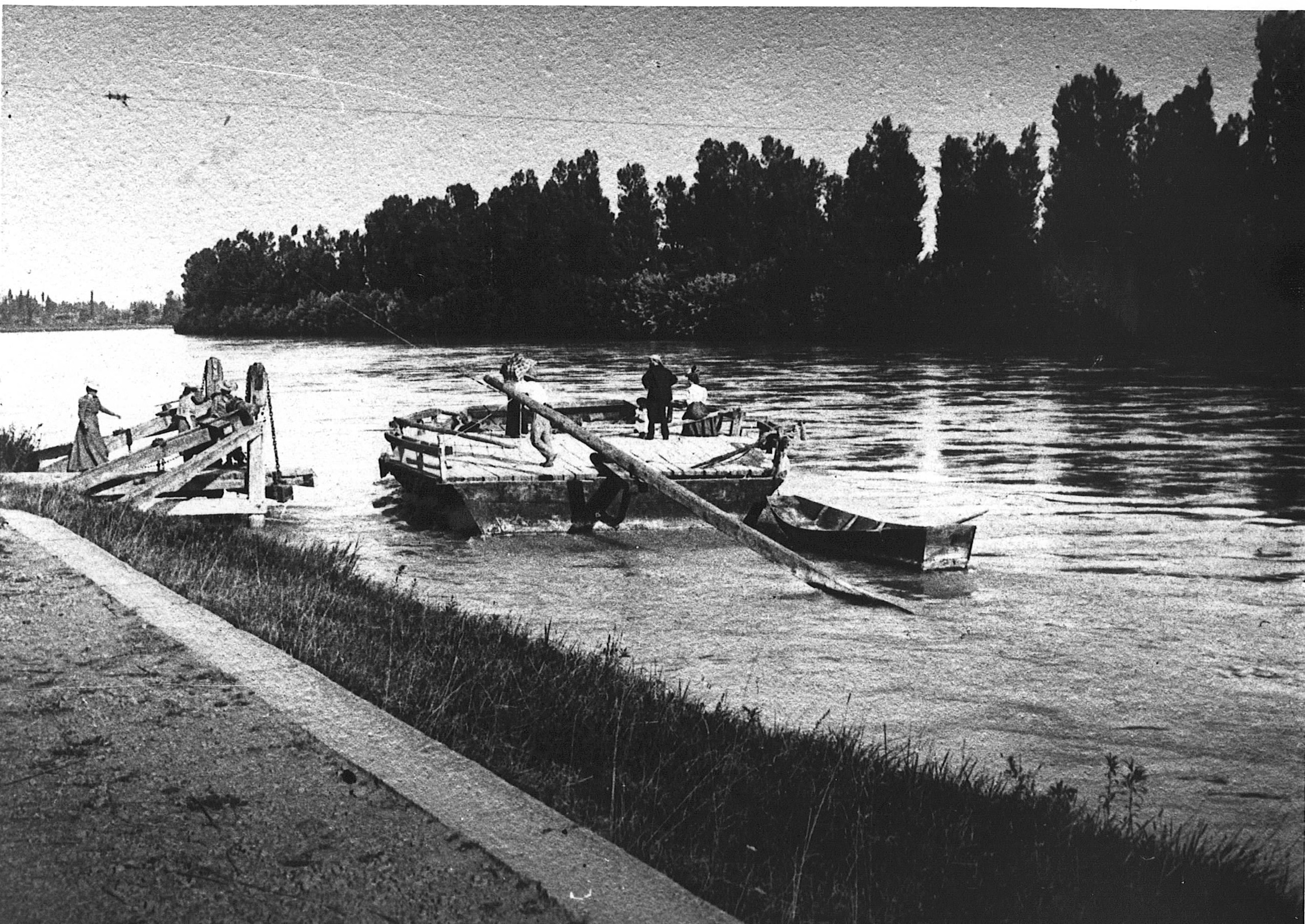
Exemple de bac à traille dans les années 1910 sur le canal.

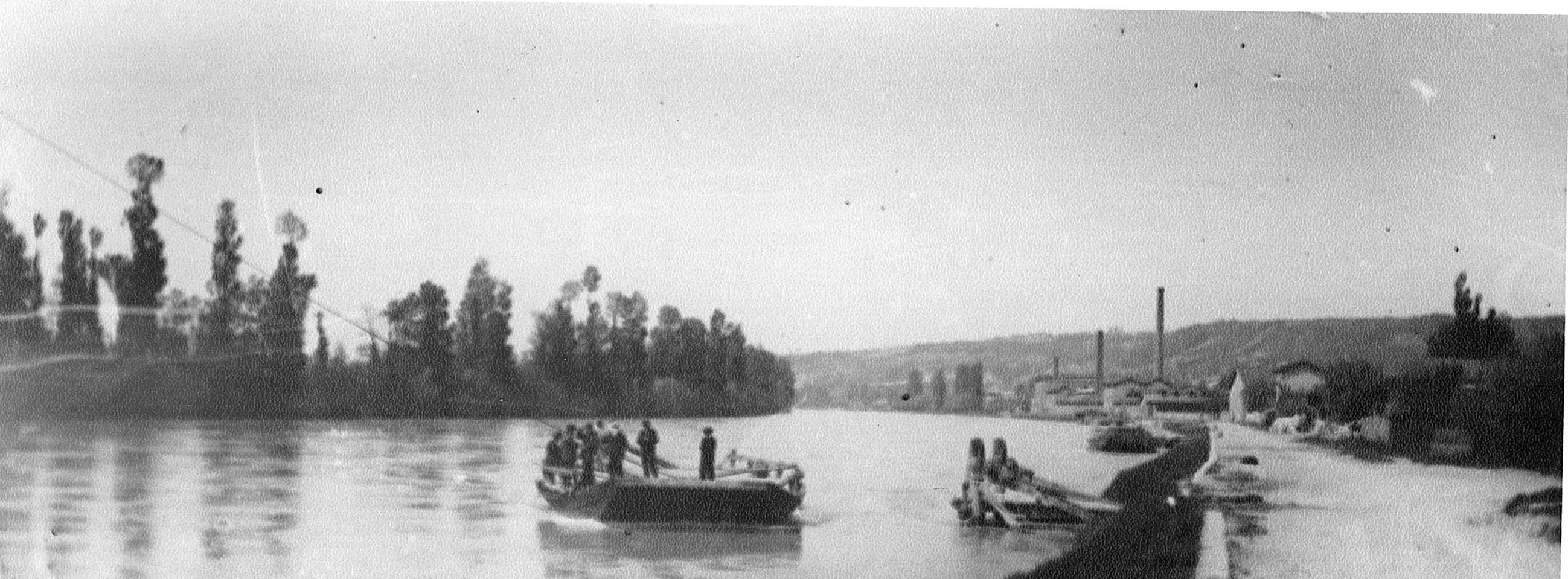
Dans les années 1910 sur le canal.

C’est à la suite de la crue de 1754 que le premier ouvrage de protection a été réalisé sur ce qui allait devenir le canal de Miribel. Il s’agissait de créer une digue en éperon « à la pointe de Neyron sur Vaux, en Dauphiné » pour orienter le fleuve sous le château de la Pape. Elle sera réalisée entre 1755 et 1760. Dans un premier temps, il s’agissait de maîtriser les divagations du fleuve en crue.
De nombreux ingénieurs apportèrent leur participation à ces travaux. L’ingénieur en chef O’Brien créa le service de la navigation en 1840 et préconisa la mise en place de digues. En 1841, il décrit dans un rapport les difficultés rencontrées par la navigation sur le Rhône entre Loyette et Lyon, en raison d’un grand nombre d’îles : 
« Parmi celles-ci, les plus considérables sont celles de Miribel, qui se trouvent en face de cette ville. Dans cette partie, le fleuve au niveau des eaux ordinaires s’étend sur une largeur moyenne de plus de trois kilomètres et envahit à la moindre crue un immense espace de terrain. »
L’un des principaux efforts de l’administration à cette époque porta sur les voies navigables. Le 22 avril 1846, une somme de 30 000 francs avait été votée pour l’amélioration du passage des « îles de Miribel ». La somme totale prévue pour améliorer le passage était de 1 800 000 francs en mai 1847. Le 13 décembre 1848, 22 000 francs étaient alloués par décision du Ministère des Travaux Publics.
Bien que l’étude technique ait été lancée dès la création du Service spécial du Rhône en 1840, il fallut attendre plus de sept ans après la fin de cette étude avant le démarrage des premiers travaux en 1848, dans le contexte des Ateliers nationaux. Ils faisaient suite à la demande du préfet du Rhône qui cherchait à occuper les ouvriers. La mairie de Miribel faisait également pression ; son maire Antoine-Louis Larue aurait dit :
« La commune a bien des ouvriers de la soie au chômage. »[réf. souhaitée]
À la demande de la municipalité de Miribel, il fut envoyé à Lyon la 53e Section des ateliers nationaux pour tenter d’endiguer le Rhône, défricher les îlots et planter des arbres. Parallèlement aux travaux de creusement du canal de Miribel, le 53e atelier planta en deux ans : 3 035 poucettes d’acacias, 1 600 de mûriers, 9 284 de peupliers et 200 de platanes pour un coût total de 236,36 francs. Cette somme fut payée par la vente du bois de défrichement. À cette époque, le conseil municipal estimait la valeur de ses îles à 3 000 francs l’hectare. Elles nourrissaient 1 200 vaches, chevaux et mulets.
Les travaux de creusement durèrent dix ans avec au moins 500 personnes qui allaient être occupées par la réalisation de ce chantier qui coûtera finalement 845 700 francs.
Jean-Louis Burnier  décrivait ainsi ces ouvriers des Ateliers nationaux :  
« On ne peut passer sous silence les méfaits de ces hommes venus du Nord de la France et désignés pour venir travailler sur le Rhône. Sans scrupules et aux mœurs bizarres, ils se permettaient en cette période de disette de voler chez l’habitant des produits de la basse cour entre autres. Ils se déplaçaient par groupes et semaient la peur dans toute la région. Les gens les appelaient les « voraces ». »
Sur la rive droite de cet ouvrage, il sera réalisé un chemin de halage.
Lorsque le creusement fut terminé sous la direction de l’ingénieur O’Brien, et afin de permettre la traversée du canal, des trailles ont été installées à Crépieux, Neyron, Miribel et Thil.

## Caractéristiques
Son débit est de 30 m3/s ; toutefois, un protocole en vigueur depuis 1998, permet de porter le débit à 60 m3/s en état de crise (déterminée selon le niveau d'eau du lac des Eaux Bleues).

## Photos

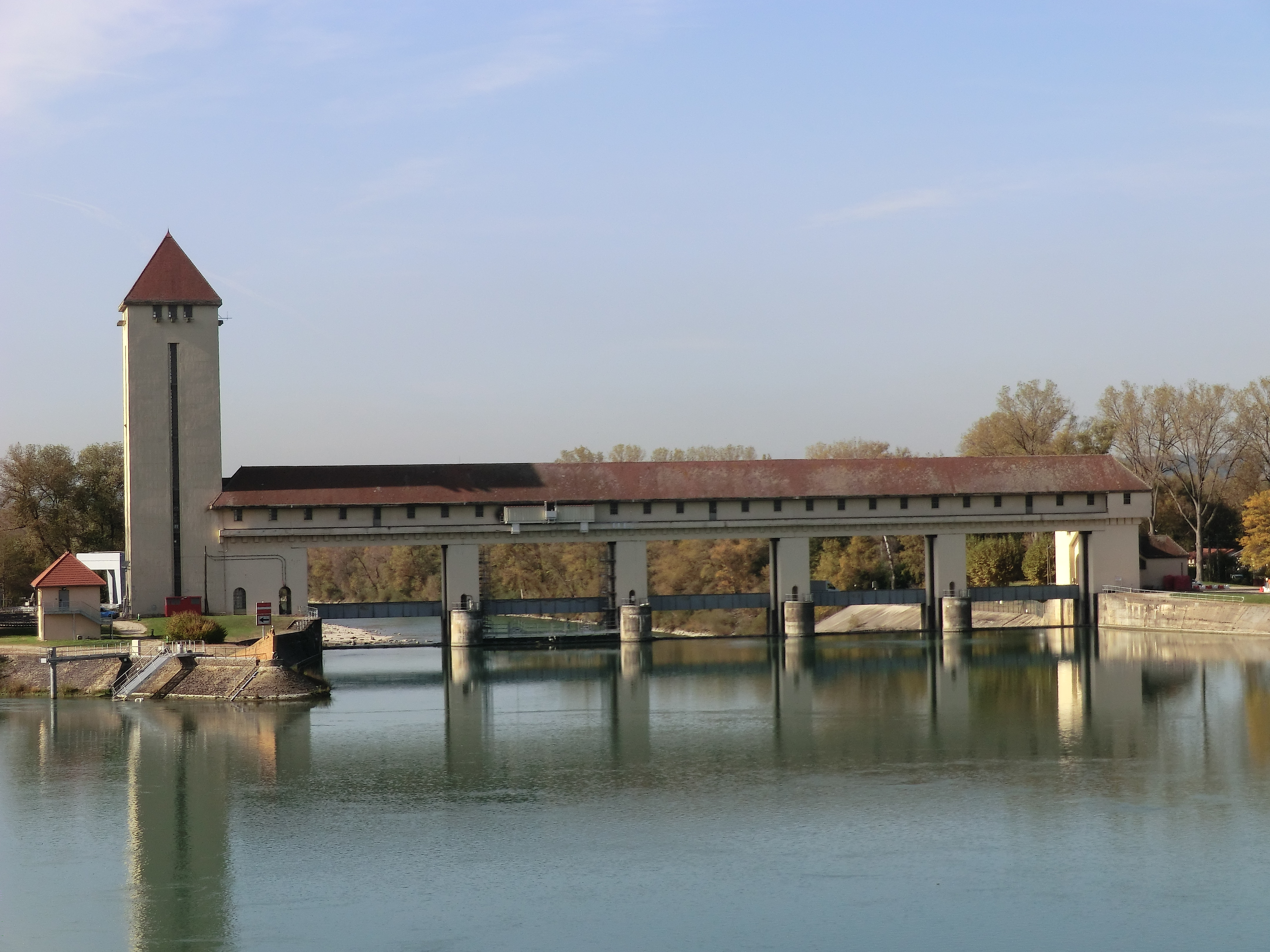
Le barrage de Jons, à Niévroz.
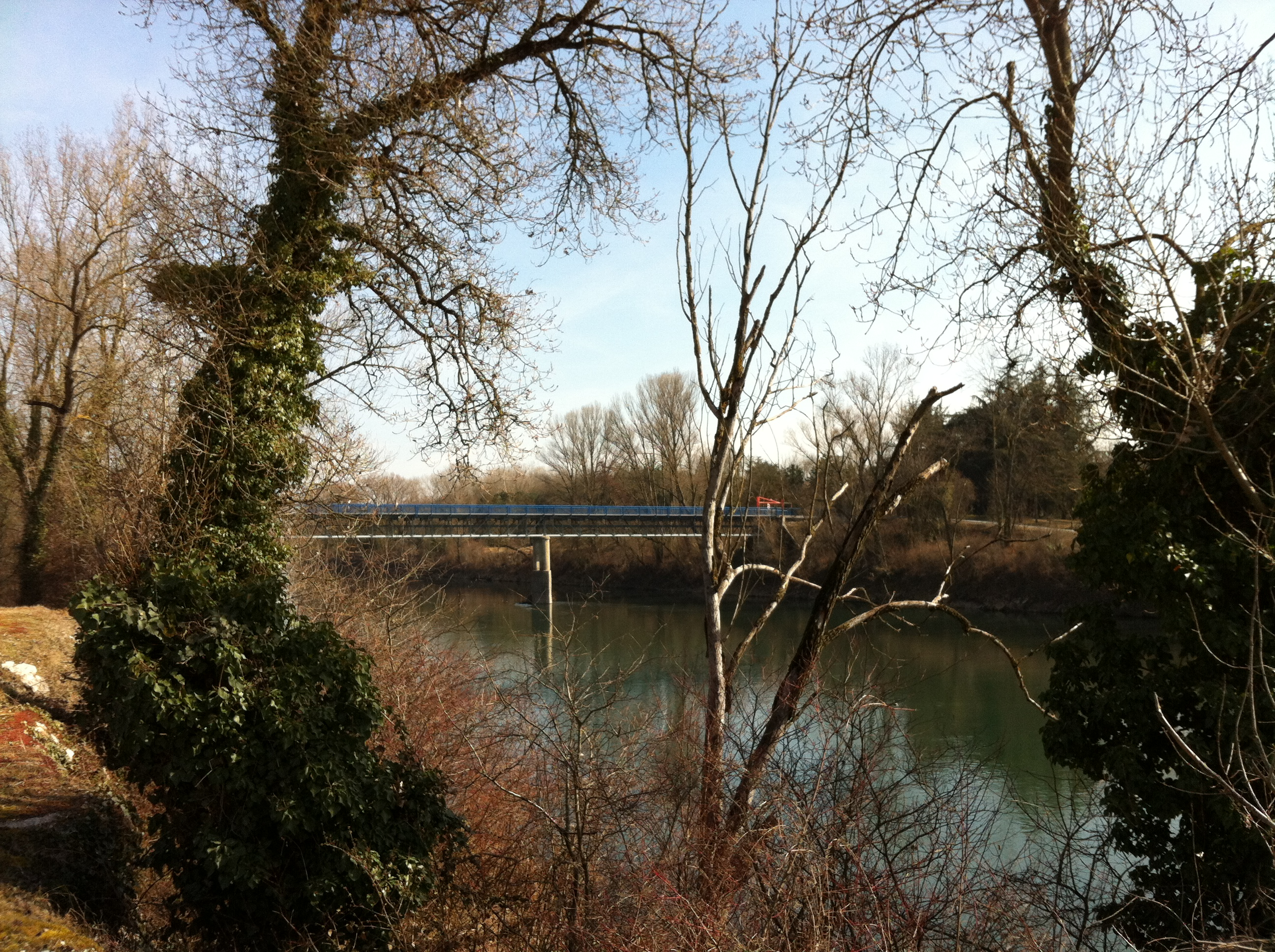
Pont de Miribel, sur le canal à Miribel.
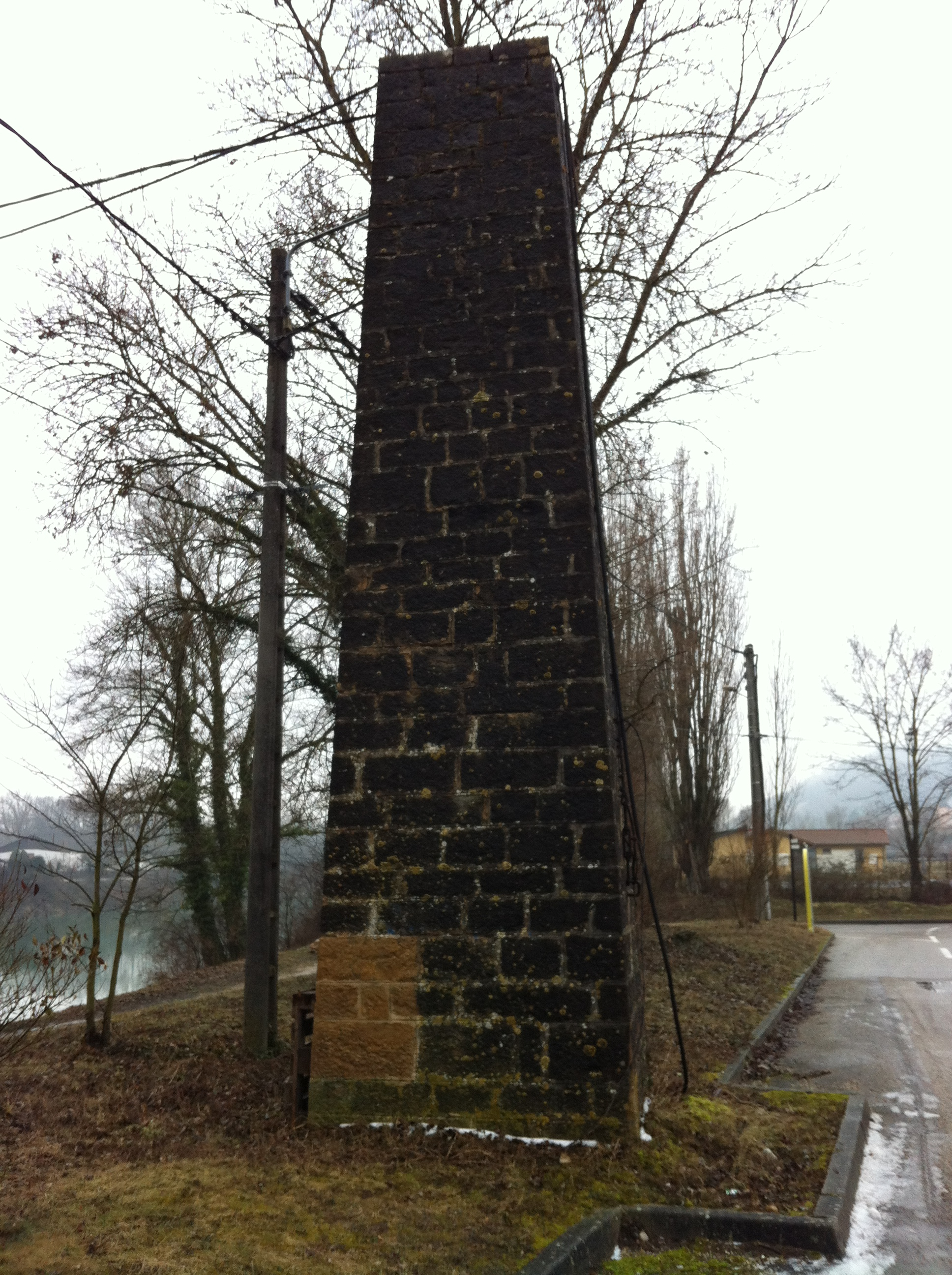
Pilier de la traille à Neyron.
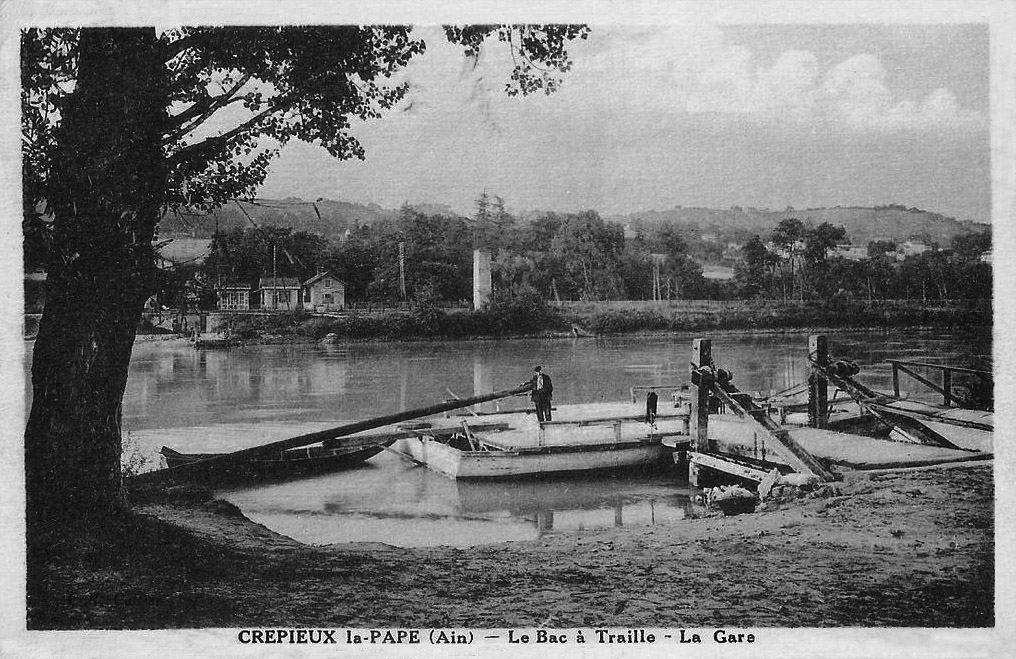
Le canal et sa traille, à Crépieux dans les années 1900.